# Gertruid Bolwater
Gertruid (Truuj) Bolwater is een niet-bestaande persoon die volgens de overlevering een belangrijke rol bij de verdediging van Venlo tijdens het beleg in 1511 zou hebben gespeeld. In de zeventiende eeuw werd de mythe rond haar gecreëerd en in later eeuwen overgenomen als waarheid.

## Het verhaal
Toen Venlo dreigde ingenomen te worden door de troepen van keizer Maximiliaan I, zou Bolwater een vaandrig die de stadsmuren bestormde met een steen verwond hebben en diens vaandel afgepakt. Na een triomftocht door de stad werd het vaandel aan de voorgevel van haar huis opgehangen.

## Geschiedenis
In 1632 noemde Famiano Strada voor het eerst de rol van 'een vrouw' bij het beleg van Venlo in zijn boek De Bello Belgico, een van de belangrijkste bronnen voor de geschiedenis van de Tachtigjarige Oorlog. In 1843 noemde Lambert Keuller haar naam voor het eerst in de eerste stadsgeschiedenis van Venlo, maar onduidelijk is hoe hij aan haar naam kwam.
Toen Nederland rond 1860 werd bedreigd door Pruisen kreeg haar lokale heldendaad Nederlandse bekendheid. Zij werd net als Kenau Simonsdochter Hasselaer een nationale heldin.

## Erfenis
- In 1866 werd een toneelstuk aan Bolwater gewijd.[2]
- In het centrum van Venlo is de Bolwaterstraat naar haar vernoemd.
- In het stadhuis van Venlo hangt een schilderij van het beleg in 1511, gemaakt door Alfier Vespasiano, waarin een beeltenis te zien is van een vrouw, die Gertruid Bolwater moet voorstellen.